# Calamagrostis divaricata
Calamagrostis divaricata är en gräsart som beskrevs av Paul M. Peterson och Robert John Soreng. Calamagrostis divaricata ingår i släktet rör, och familjen gräs. Inga underarter finns listade i Catalogue of Life.